# Кашина Селва (Милано)
Кашина Селва је насеље у Италији у округу Милано, региону Ломбардија.
Према процени из 2011. у насељу је живело 72 становника. Насеље се налази на надморској висини од 200 м.